# Raymond (Wisconsin)
Raymond es un pueblo ubicado en el condado de Racine en el estado estadounidense de Wisconsin. En el Censo de 2010 tenía una población de 3.870 habitantes y una densidad poblacional de 41,92 personas por km².

## Geografía
Raymond se encuentra ubicado en las coordenadas 42°47′57″N 88°0′39″O / 42.79917, -88.01083. Según la Oficina del Censo de los Estados Unidos, Raymond tiene una superficie total de 92.31 km², de la cual 91.96 km² corresponden a tierra firme y (0.38%) 0.35 km² es agua.

## Demografía
Según el censo de 2010, había 3.870 personas residiendo en Raymond. La densidad de población era de 41,92 hab./km². De los 3.870 habitantes, Raymond estaba compuesto por el 96.85% blancos, el 0.39% eran afroamericanos, el 0.57% eran amerindios, el 0.7% eran asiáticos, el 0% eran isleños del Pacífico, el 0.72% eran de otras razas y el 0.78% pertenecían a dos o más razas. Del total de la población el 3.07% eran hispanos o latinos de cualquier raza.